# نزدک-۱۰۰

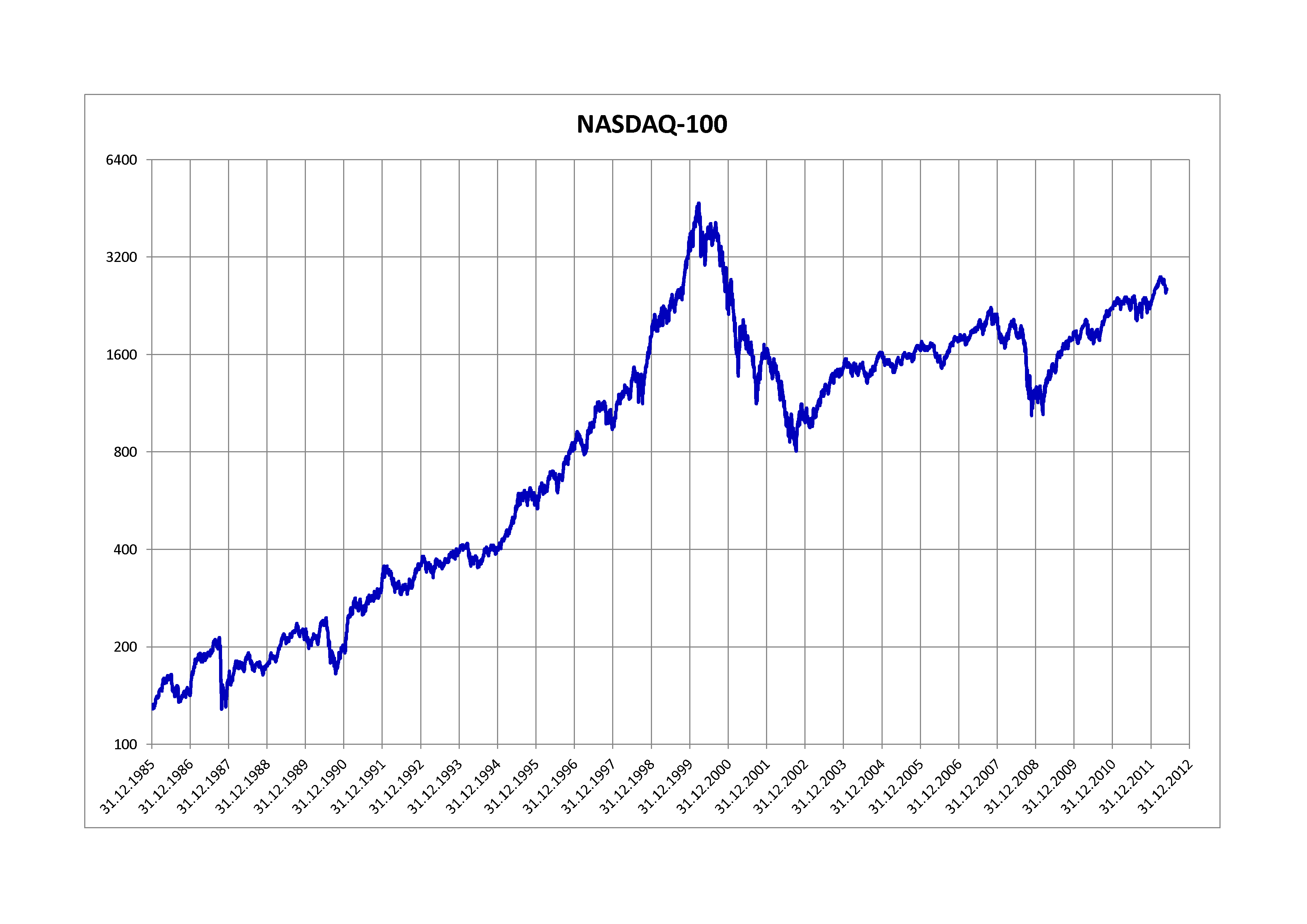

نزدک-۱۰۰ (به انگلیسی: NASDAQ-100) شاخص بازار سهام است که شامل بزرگترین ۱۰۰ شرکت غیرمالی نزدک می‌شود. وزن شاخص هر شرکت بر اساس میزان سرمایهٔ آنها تعیین می‌شود. شرکت‌های مالی در این فهرست قرار ندارند و شرکت‌های خارج آمریکا در آن هستند.

## استانداردهای لازم
نزدک سالها استانداردهایی را برای حضور کمپانی‌ها در لیست نزدک-۱۰۰ تعیین نموده‌است، که هر شرکت پیش از کسب مجوز ورود به این لیست بایستی به این سطح از استانداردها نائل گردد.
- حضور انحصاری در نزدک
- مشارکت حداقل ۲ ساله در لیست‌های نزدک
- داشتن میانگین سهام حداقل ۲۰۰٬۰۰۰ سهم در هر روز
- عدم داشتن هرگونه سابقهٔ ورشکستگی
- به روز بودن در ارائه گزارش‌های مالی سه‌ماه و سالانهٔ خود

شرکت‌هایی که در زمینه‌های مختلف فعالیت دارند، فقط می‌توانند یکی از زمینه‌های فعالیت‌شان را در این لیست ارائه دهند، که طبعاً شرکت‌ها زمینه‌ای را انتخاب می‌کنند که در آن توانمندتر هستند.